# Райън Гослинг
Райън Томас Гослинг (на английски: Ryan Thomas Gosling) е канадски актьор и музикант. Едни от най-известните му роли са тези на Херкулес в „Младият Херкулес“ и на Ноа Калхун в „Тетрадката“.

## Биография
Роден е на 12 ноември 1980 г. в Лондон, Онтарио, в семейството на Томас и Дона Гослинг. Има по-голяма сестра.
В гимназията в град Корнуол, Онтарио, изучава драма и изящни изкуства. След като семейството му се мести в Бърлингтън, Гослинг учи в местната гимназия "Lester B. Pearson".
През 1993 г., заедно със сестра си, се явява като певец на конкурс за таланти в Монреал – открито прослушване за американския музикален тв сериал "MMC". Той печели в конкуренция със 17 000 кандидати за роля в шоуто. Две години играе в шоуто, през което време живее със семейството на Джъстин Тимбърлейк, който също играе в поредицата.
На 17-годишна възраст Гослинг напуска гимназия след чести сбивания с други ученици. Макар да няма актьорско образование, той се впуска в актьорска кариера и в периода 1997 – 2002 г. играе в два сериала и четири филма. Става известен с ролята си във филма „Тетрадката“ заедно с Рейчъл Макадамс.
През 2007 г. е номиниран за Оскар, а през следващата за Златен глобус.

## Избрана филмография
| Година | Филм                       | Оригинално заглавие         | Роля                 | Режисьор                        |
| ------ | -------------------------- | --------------------------- | -------------------- | ------------------------------- |
| 1997   |                            | Frankenstein and Me         | Кени                 | Робърт Тинел                    |
| 2000   | Помни титаните             | Remember the Titans         | Алан Босли           | Боаз Якин                       |
| 2001   | Твърда вяра                | The Believer                | Дани Балинт          | Хенри Бийн                      |
| 2002   | Законът на касапницата     | The Slaughter Rule          | Рой Чътни            | Алекс Смит                      |
| 2002   | Убийство по учебник        | Murder by Numbers           | Ричард Хейууд        | Барбе Шрьодер                   |
| 2003   | Съединените щати на Лиланд | The United States of Leland | Лиланд Фицджералд    | Матю Райън Хоуг                 |
| 2004   | Тетрадката                 | The Notebook                | Ноа Калхун           | Ник Касаветис                   |
| 2005   | Остани                     | Stay                        | Хенри Летъм          | Марк Форстър                    |
| 2006   | Наполовина Нелсън          | Half Nelson                 | Дан Дън              | Райън Флек                      |
| 2007   | Пропукване                 | Fracture                    | Уили Бийчъм          | Грегъри Хоблит                  |
| 2007   | Ларс и истинското момиче   | Lars and the Real Girl      | Ларс Линдстром       | Крейг Гилеспи                   |
| 2010   | Блу Валънтайн              | Blue Valentine              | Дийн                 | Дерек Сианфранс                 |
| 2010   | Всички хубави неща         | All Good Things             | Дейвид Маркс         | Андрю Ярецки                    |
| 2011   | Живот на скорост           | Drive                       | шофьорът             | Никълъс Уиндинг Рефн            |
| 2011   | Оглупели от любов          | Crazy, Stupid, Love         | Джейкъб Палмър       | Глен Фикара, Джон Рекуа         |
| 2011   | Маската на властта         | The Ides of March           | Стивън Мейърс        | Джордж Клуни                    |
| 2012   | Мястото отвъд дърветата    | The Place Beyond the Pines  | Люк Глантън          | Дерек Сианфранс                 |
| 2013   | Гангстерски отдел          | Gangster Squad              | сержант Джери Уутърс | Рубен Флайшър                   |
| 2013   | Само Бог прощава           | Only God Forgives           | Джулиан              | Никълъс Уиндинг Рефн            |
| 2014   | Изгубената река            | Lost River                  |                      | режисьор, сценарист и продуцент |
| 2015   | Големият залог             | The Big Short               | Джаред Венет         | Адам Маккей                     |
| 2016   | Любезните пичове           | The Nice Guys               | Холанд Марч          | Шейн Блек                       |
| 2016   | La La Land                 | La La Land                  | Себастиан            | Деймиън Чазел                   |
| 2017   | Блейд Рънър 2049           | Blade Runner 2049           | Кей                  | Дени Вилньов                    |
| 2018   | Първият човек              | The First Man               | Нийл Армстронг       | Деймиън Чазел                   |
| 2022   | Живи сенки                 | The Gray Man                | Корт Джентри         | Антъни Русо, Джо Русо           |
| 2023   | Барби                      | Barbie                      | Кен                  | Грета Гъруиг                    |
| 2024   | Каскадьорът                | The Fall Guy                | Колт Сийвърс         | Дейвид Лийч                     |

## Награди и номинации
| Продукция                  | Дата                | Награда                                | Резултат  |
| Оскар                      | Оскар               | Оскар                                  | Оскар     |
| -------------------------- | ------------------- | -------------------------------------- | --------- |
| „Наполовина Нелсън“        | 25 февруари 2007 г. | Най-добра мъжка роля                   | номинация |
| Златен глобус              |                     |                                        |           |
| „Ларс и истинското момиче“ | 13 януари 2008 г.   | Най-добър актьор в мюзикъл или комедия | номинация |
| „Блу Валънтайн“            | 16 януари 2011 г.   | Най-добър актьор в драматичен филм     | номинация |
| „Оглупели от любов“        | 15 януари 2012 г.   | Най-добър актьор в мюзикъл или комедия | номинация |
| „Маската на властта“       | 15 януари 2012 г.   | Най-добър актьор в драматичен филм     | номинация |
| „La La Land“               | 8 януари 2017 г.    | Най-добър актьор в мюзикъл или комедия | награда   |
| Сателит                    |                     |                                        |           |
| „Наполовина Нелсън“        | 18 декември 2006 г. | Най-добър актьор в драматичен филм     | номинация |
| „Ларс и истинското момиче“ | 16 декември 2007 г. | Най-добър актьор в мюзикъл или комедия | награда   |
| „Блу Валънтайн“            | 19 декември 2010 г. | Най-добър актьор в драматичен филм     | номинация |
| „Живот на скорост“         | 18 декември 2011 г. | Най-добър актьор                       | награда   |
| „Мястото отвъд дърветата“  | 23 февруари 2014 г. | Най-добър актьор в поддържаща роля     | номинация |
| Емпайър                    |                     |                                        |           |
| „Живот на скорост“         | 25 март 2012 г.     | Най-добър актьор                       | номинация |